# Lac de la Tête (rivière Mégiscane)
Pour les articles homonymes, voir Lac de Tête.
Le lac de la Tête est un plan d'eau douce dans la partie supérieure de la rivière Mégiscane qui le traverse vers le Nord, situé à l’Ouest du réservoir Gouin, dans le territoire de la ville de La Tuque, dans la région administrative de la Mauricie, dans la province de Québec, au Canada. Une baie de la partie Ouest du lac s’étend sur environ 250 m vers l’Ouest dans la ville de Senneterre (ville) (canton de Bernier), située dans la MRC de La Vallée-de-l'Or, dans la région administrative de la Abitibi-Témiscamingue.
Ce lac s’étend entièrement en milieu forestier surtout dans le canton de Bernier (sauf la partie Ouest qui déborde dans le canton de Bernier.
La foresterie constitue la principale activité économique du secteur. Les activités récréotouristiques, en second.
Une route forestière passe sur la rive Ouest du « lac de la Tête », enjambant la décharge du lac Travers. Cette route rejoint vers l’Est avec d’autres embranchements la route forestière R1009 (sens Nord-Sud) laquelle dessert aussi toute la partie Ouest du réservoir Gouin.
La surface du lac de la Tête est habituellement gelée de la mi-novembre à la fin avril, toutefois la circulation sécuritaire sur la glace se fait généralement du début décembre à la fin de mars.

## Géographie
Les principaux bassins versants voisins du lac de la Tête sont :
- côté nord : lac Pascagama, rivière Mégiscane, rivière Berthelot (rivière Mégiscane), rivière Pascagama, lac Mercier ;
- côté est : baie Adolphe-Poisson, lac Saveney, baie Hanotaux, baie Mattawa, lac du Mâle (réservoir Gouin) ;
- côté sud : lac Rivas, lac du Poète (rivière Mégiscane), rivière Suzie, rivière Mégiscane, lac Brécourt ;
- côté ouest : lac Bernier (rivière Suzie), lac Pascagama, rivière Mégiscane, rivière Kekek, rivière Serpent (rivière Mégiscane).

D’une longueur totale de 4,6 km, le lac de la Tête est plutôt difforme, comportant quatre grandes baies. Le lac de la Tête est traversé sur 3,5 km vers le Nord par le cours naturel de la rivière Suzie. Ce lac reçoit aussi du côté Ouest la décharge du Lac Travers, situé surtout dans le canton de Bernier.
L’embouchure du « lac de la Tête » est au Nord-Est du lac, soit dans un rétrécissement engendré par une presqu’île s’étirant sur 1,0 km vers le Sud-Est. Cette embouchure est localisée à :
- 2,7 km à l’Est de la démarcation entre les régions administratives de la Mauricie et de l’Abitibi-Témiscamingue ;
- 6,6 km au Nord-Ouest du barrage de la Mégiscane lequel est érigé à l’embouchure du lac du Poète (rivière Mégiscane) ;
- 5,3 km à l’Est de l’embouchure de la rivière Berthelot (rivière Mégiscane) ;
- 5,3 km au Nord-Ouest de la baie Adolphe-Poisson ;
- 45,7 km au Sud-Ouest du centre du village de Obedjiwan (situé sur une presqu’île de la rive Nord du réservoir Gouin) ;
- 103,6 km à l’Ouest du barrage Gouin ;
- 122,2 km au Nord-Est de l’embouchure de la rivière Mégiscane (confluence avec le lac Parent (Abitibi) et la rivière Bell)[1].

À partir de l’embouchure du lac de la Tête, le courant coule sur 195,1 km en empruntant la rivière Mégiscane, laquelle traverse successivement notamment le lac Pascagama, le lac Ouiscatis, le lac Canusio, le lac Mégiscane, le lac Berthelot (rivière Mégiscane), le lac Girouard (rivière Mégiscane), le lac Faillon, jusqu’au lac Parent (Abitibi). De là, le courant emprunte la rivière Bell et la rivière Nottaway, jusqu’à la baie James.

## Toponymie
Selon la Commission de toponymie du Québec, la toponymie québécoise compte 94 toponymes de lac désignés « lac de tête », incluant les variantes. En général, ce toponyme signifie le lac supérieur où début un cours d’eau. Dans le cas de ce « lac de la Tête », étant donné que le barrage de la Mégiscane fait dévier le cours supérieur de la rivière Mégiscane vers le réservoir Gouin depuis 1954, il n’est pas déraisonnable de croire que ce plan et le lac Rivas constituent depuis lors les principaux lacs de tête pour le cours en aval du barrage.
Le toponyme "lac de la Tête " a été officialisé le 5 décembre 1968 par la Commission de toponymie du Québec, soit à la création de cette commission.